# أحمد ساري
أحمد ساري (مواليد 20 أغسطس 1968) هو لاعب كرة قدم مصري معتزل، لعب في مركز المهاجم. حصل على هداف موسم 1994-95 بعدما استطاع إحراز 10 أهداف مع نادي الاتحاد السكندري. شارك مع منتخب مصر في بعض المباريات في تصفيات كأس العالم 1998.

## روابط خارجية
- أحمد ساري على موقع الاتحاد الدولي (مؤرشف)  (الإنجليزية)
- أحمد ساري على موقع قاعدة بيانات كرة القدم.إي يو (الإنجليزية)
- أحمد ساري على موقع ناشيونال فوتبول تيمز (الإنجليزية)